# Jüdischer Friedhof (Baisingen)

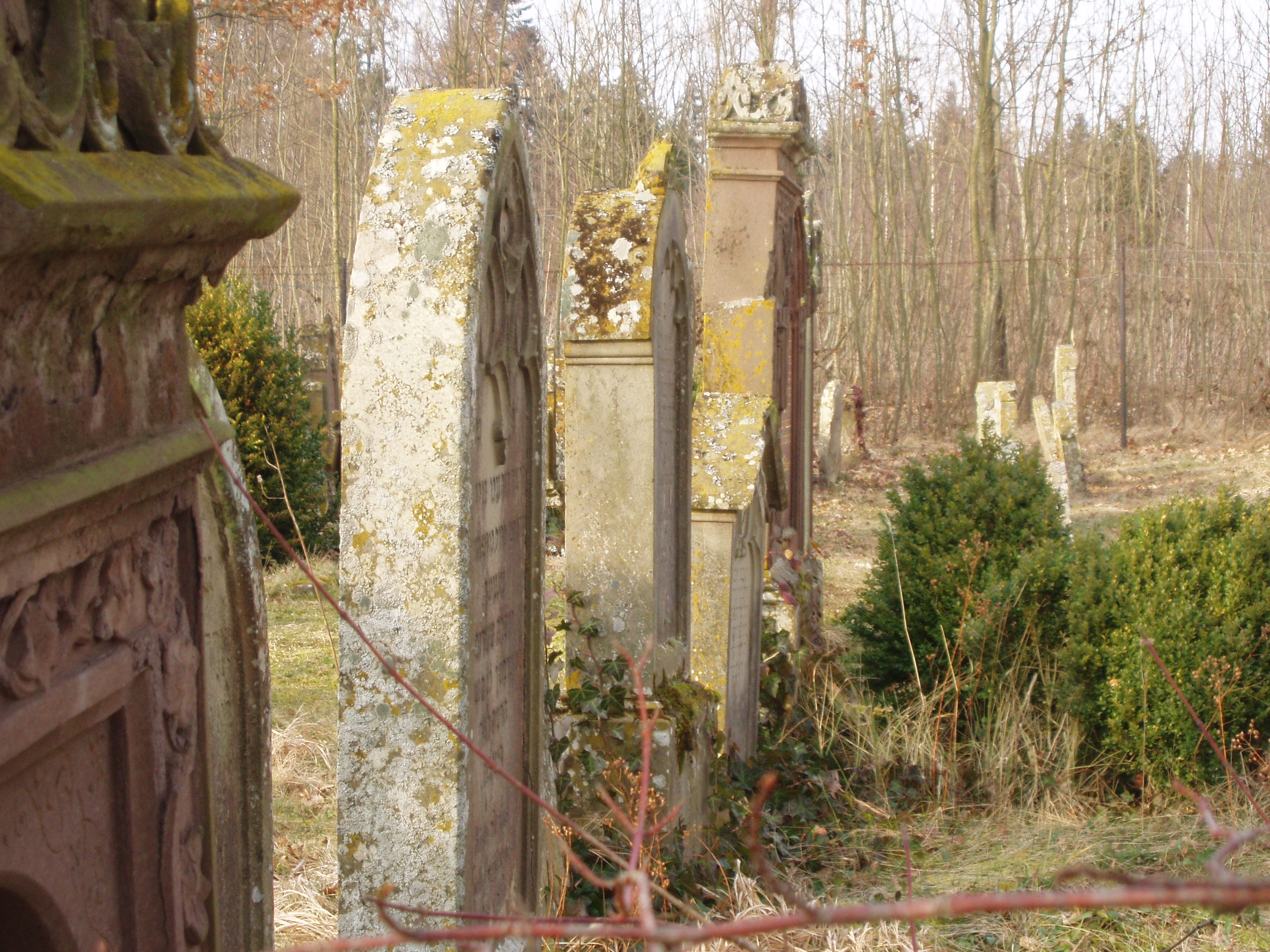
Jüdischer Friedhof in Baisingen

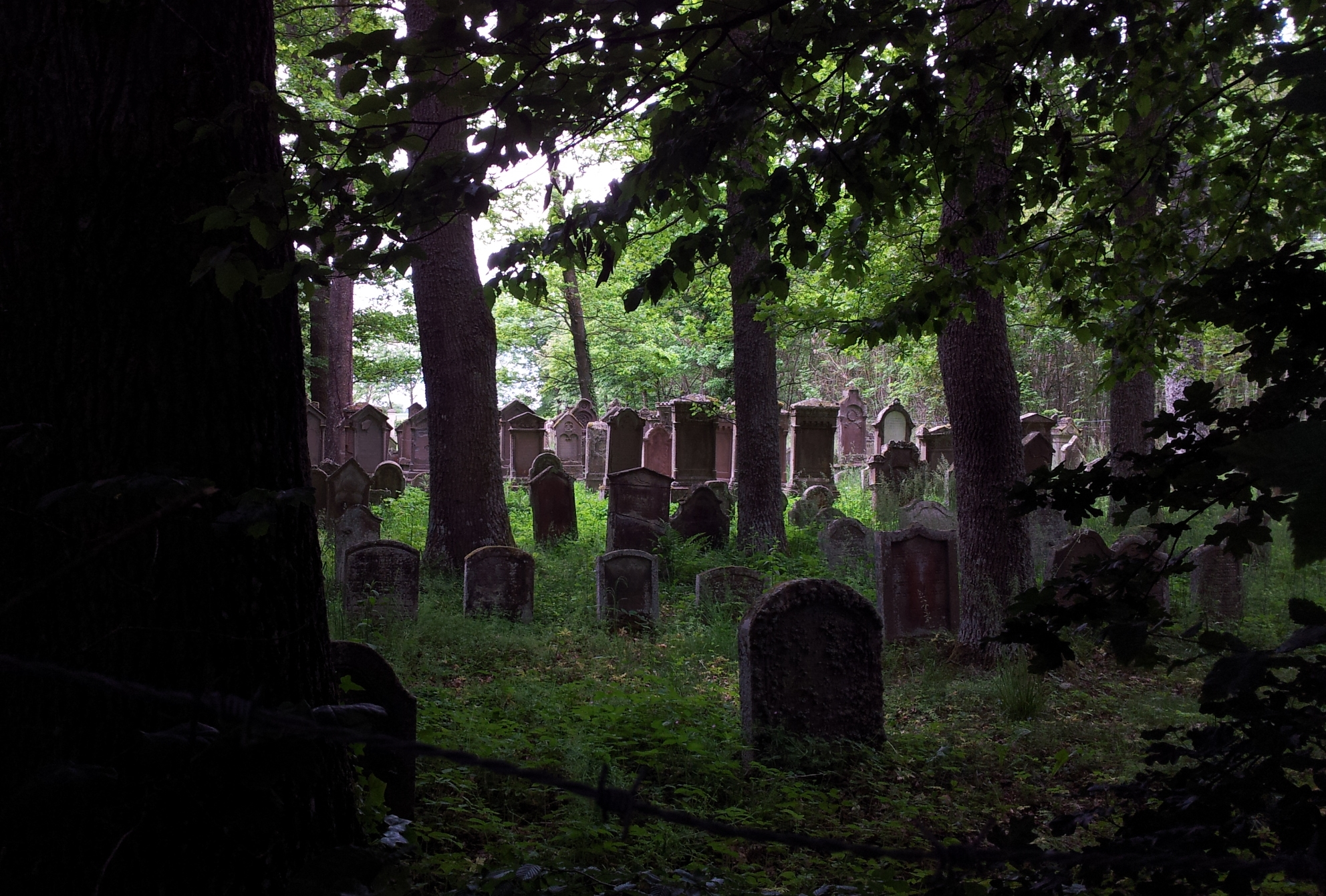
Jüdischer Friedhof in Baisingen – Blick aus dem Wald

Der Jüdische Friedhof Baisingen ist ein jüdischer Friedhof in Baisingen, einem Stadtteil von Rottenburg am Neckar im Landkreis Tübingen in Baden-Württemberg. Der Friedhof ist ein geschütztes Kulturdenkmal.

## Geschichte
Die jüdische Gemeinde Baisingen bestattete ihre Toten bis 1779 auf dem jüdischen Friedhof Mühringen. 1778 wurde ein eigener Friedhof nordwestlich des Ortes (Galgenweg, am Waldrand) mit einer Fläche von 19,59 Ar angelegt. Heute befinden sich auf dem Friedhof noch 405 Grabsteine (Mazewot).
Im Jahr 1948 wurde ein Gedenkstein für die in der Zeit des Nationalsozialismus ermordeten Baisinger Juden errichtet, der von dem aus dem Exil zurückgekehrten Harry Kahn gestiftet wurde.